# イーズ橋

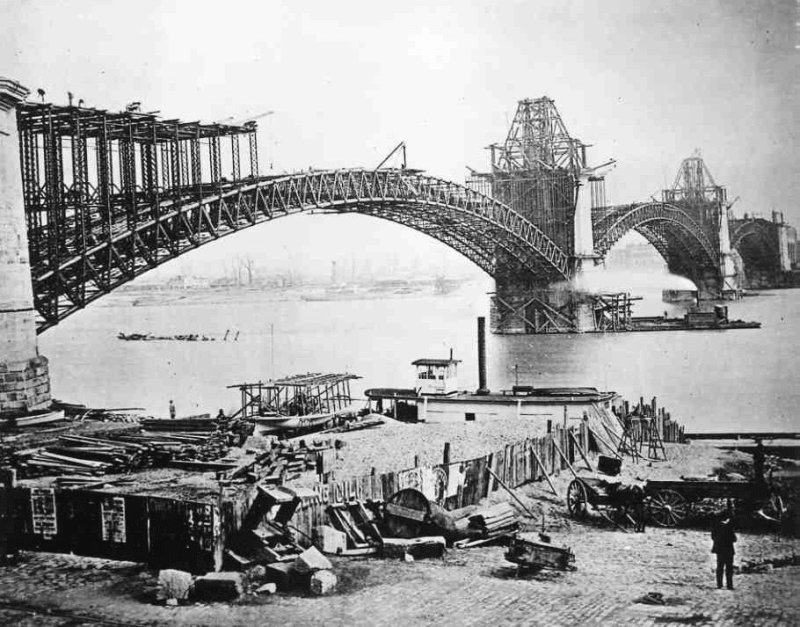
建設中のイーズ橋

イーズ橋（Eads Bridge）はアメリカ合衆国を流れるミシシッピ川に架かっている鉄道道路併用橋である。1874年架橋。

## 概要
イーズ橋は、セントルイスとイーストセントルイスを結んでいる。セントルイス側の北にはラクリーズ・ランディング、南にはジェファーソン・ナショナル・エクスパンション・メモリアルがある。橋の名前は建設を担当したエンジニア、ジェームズ・ブキャナン・イーズから採られた。全長は1964メートルで、完成した1874年当時世界で最も長いアーチ橋だった。鋼製のリブアーチ橋はとても大胆な試みで、イーズ橋は主要材料に鋼鉄を最初に用いた大きな橋として知られている。
また、イーズ橋は建設するときに片持ち方式と、ニューマチック・ケーソン工法を使用した最初の例の一つである。そのためケーソン病（減圧症）が多発し、15人が死亡、2人に身体障害が残り77人が深刻な症状に悩まされた。
イーズ橋はセントルイスのターミナルレイルロードアソシエーションが所有していたが、1989年にマッカーサー橋が完成すると社の所有を離れた。現在では上層が歩行者と自動車用、下層がメトロリンクのライトレールによって使用されている。
イーズ橋はミシシッピ川を渡りセントルイスに達する橋のうち一番古く架けられた橋である。その当時は南北戦争以前とは違い、河川交通の重要性は低くなりシカゴが西部の商業の中心として台頭してくる頃だった。イーズ橋はシカゴの優位をひっくり返す切り札と考えられていたのである。リブアーチはすでによく知られた工法だったが、それでもイーズ橋は大胆な橋とみなされた。鋼管からなる3つのスパンは両岸の橋台と川の中の2つの橋脚に支えられている。上層と下層それぞれのためにアーチは2.4m離れた二重になっている。
イーズ橋の建設にあたり、様々な難題があった。州と連邦政府は吊橋と跳ね橋、木製の橋を禁止していたし、スパンの大きさと水面からの高さ制限もあった。東岸の氾濫原は低く西岸は崖のようになっていた。また、川底の岩盤はとても深かった。しかしその結果として精密さ、正確さは画期的なものとなった。イーズは鋼の持つ圧縮強度がアーチ橋にふさわしいと主張した。イーズ橋は大きな建造物に鋳造クロム鋼を使用したほぼ間違いなく最初の例である。しかし一方で錬鉄も大量に使用されている。川底の岩盤が深かったためケーソン工法が使用された。工事中は川船の航行を妨げないようにアーチを支える足場を建設することができなかったので、工事は片持ち工法を用いて行われた。